# C.V. (album)
C.V. – debiutancki album Tomasza Łosowskiego, wydany w roku 2004 nakładem wydawnictwa SL MUSIC. Autorem wszystkich kompozycji i aranżacji jest Tomasz Łosowski.
W „Magazynie Perkusista” (7-8/2018) album znalazł się na 8. miejscu w rankingu „100 polskich płyt najważniejszych dla perkusistów”. Album doczekał się też reedycji. Dwupłytowe wydawnictwo zostało wydane w 2018, zawiera zremasterowaną ścieżkę z 2004 wzbogaconą o dodatkowy utwór „Song for Monika” z płyty Quartado. Dodatkowe CD jest z podkładami drumless dla perkusistów, stanowiący materiał do ćwiczeń.

## Lista utworów
Źródło:.
1. „Song For Monika” – 5:21
2. „Rivendell” – 5:27
3. „Reggae for Jeff” – 5:46
4. „W.T.C.” – 5:54
5. „Mała cicha wioseczka” – 4:53
6. „Gdańsk nocą” – 7:23
7. „Moja Afryka” – 4:25
8. „5 / 8 Groove” – 5:08
9. „California” – 5:52
10. „1410” – 8:52

## Autorzy
Źródło:.
- Tomasz Łosowski – perkusja
- Maciej Grzywacz – gitara
- Sławek Jaskułke – instrumenty klawiszowe
- Cezary Konrad – perkusja
- Weronika Korthals – chórki, śpiew
- Dariusz Krupa – gitara
- Michał Kusz – gitara
- Joanna Łosowska – flet
- Krzysztof Misiak – gitara
- Marcin Nowakowski – saksofon
- Wojciech Olszak – instrumenty klawiszowe
- Wojciech Pilichowski – gitara basowa
- Marek Raduli – gitara
- Piotr Sutt – instrumenty perkusyjne
- Anna Świątczak – chórki, śpiew
- Larry Ugwu „Okey” – chórki, głosy, śpiew
- Adam Wendt – saksofon
- Piotr Żaczek – gitara basowa